# Bahu
Bahu (Bahú) ist ein osttimoresischer Suco im Verwaltungsamt Baucau (Gemeinde Baucau).

## Geographie

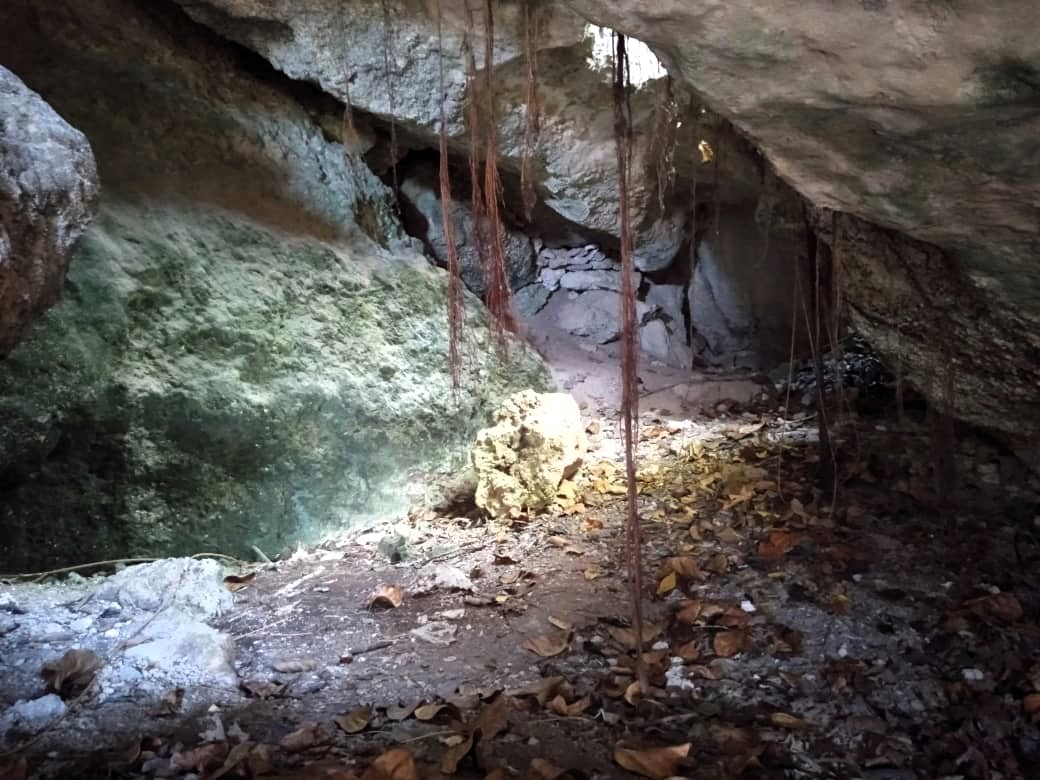
Höhle in Lamegua

Bahu liegt im Norden des Verwaltungsamts Baucau. Der Suco Tirilolo umrahmt Bahu fast vollständig von Nordwesten bis zum Osten. Nördlich liegt der Suco Caibada, im Nordosten Buruma. Zwischen Caibada und Buruma reicht Bahu in einem schmalen Streifen bis an die Straße von Wetar. Bahu umfasst im Osten die Altstadt Baucaus (Vila Antuga), an der Westgrenze liegt der Flughafen Baucau (ehemals Cakung Airport, IATA code: BCH). Es ist der einzige Flughafen Osttimors, auf dem größere Maschinen, als die Boeing 737 landen können. Er wird in erster Linie für militärische und Versorgungsflüge genutzt. Reguläre, zivile Flugverbindungen nach Baucau sind zurzeit nicht im internationalen Buchungssystem der Fluggesellschaften vermerkt. Quer durch den Suco führt die Überlandstraße von der Landeshauptstadt Dili weiter nach Osten.
Vor der Gebietsreform 2015 hatte Bahu eine Fläche von 14,76 km². Nun sind es 28,78 km². Von Buruma kam der östliche Teil der Altstadt Baucaus zu Bahu, vom Suco Buibau Gebiete im Süden, von Tirilolo im Westen und Caibada im Norden.
Die Altstadt Baucaus wird durch die Viertel Bahu, Ana-Ulo (Anaulu, Anaulo), Boi-Le (Boite, Buile) und Macadai (Makadai). Die letzten beide kamen durch die Gebietsreform von Buruma zu Bahu. Ebenso Baucaus Außenbezirke Diwake und Teolale (Teulale) im Nordosten. Die Schule von Teolale, mit ihren Kolonialgebäude befindet sich im Suco Caibada Makasa’e. Nordwestlich der Altstadt liegen im Suco die Außenbezirke Ro-Ulo (Roulu, Roulo) und Bau Oli (Bauoli). Im Westen liegt an der Überlandstraße das Dorf Uaineque. Im Norden befindet sich das Dorf Uani-Uma (Waniuma), das bis 2015 zu Caibada gehörte.
Im Suco Bahu befinden sich die fünf Aldeias Ana-Ulo, Boi-Le, Lamegua, Macadai und Ro-Ulo.

## Einwohner
In Bahu leben 8.100 Einwohner (2022), davon sind 4.028 Männer und 4.072 Frauen. 6.647 Menschen wohnen in der Stadt Baucau, die anderen in ländlichen Gebieten. Im Suco gibt es 1.584 Haushalte. Über 70 % der Einwohner geben Tetum Prasa als ihre Muttersprache an. Jeweils etwa 15 % sprechen Makasae und den „Küstendialekt“ des Waimaha, das zu den Kawaimina-Sprachen gehört. Beide Sprachen sind als Nationalsprachen Osttimors anerkannt. Junge Leute nehmen aber immer mehr die Amtssprache Tetum als ihre Erstsprache an.

## Sehenswürdigkeiten und Einrichtungen

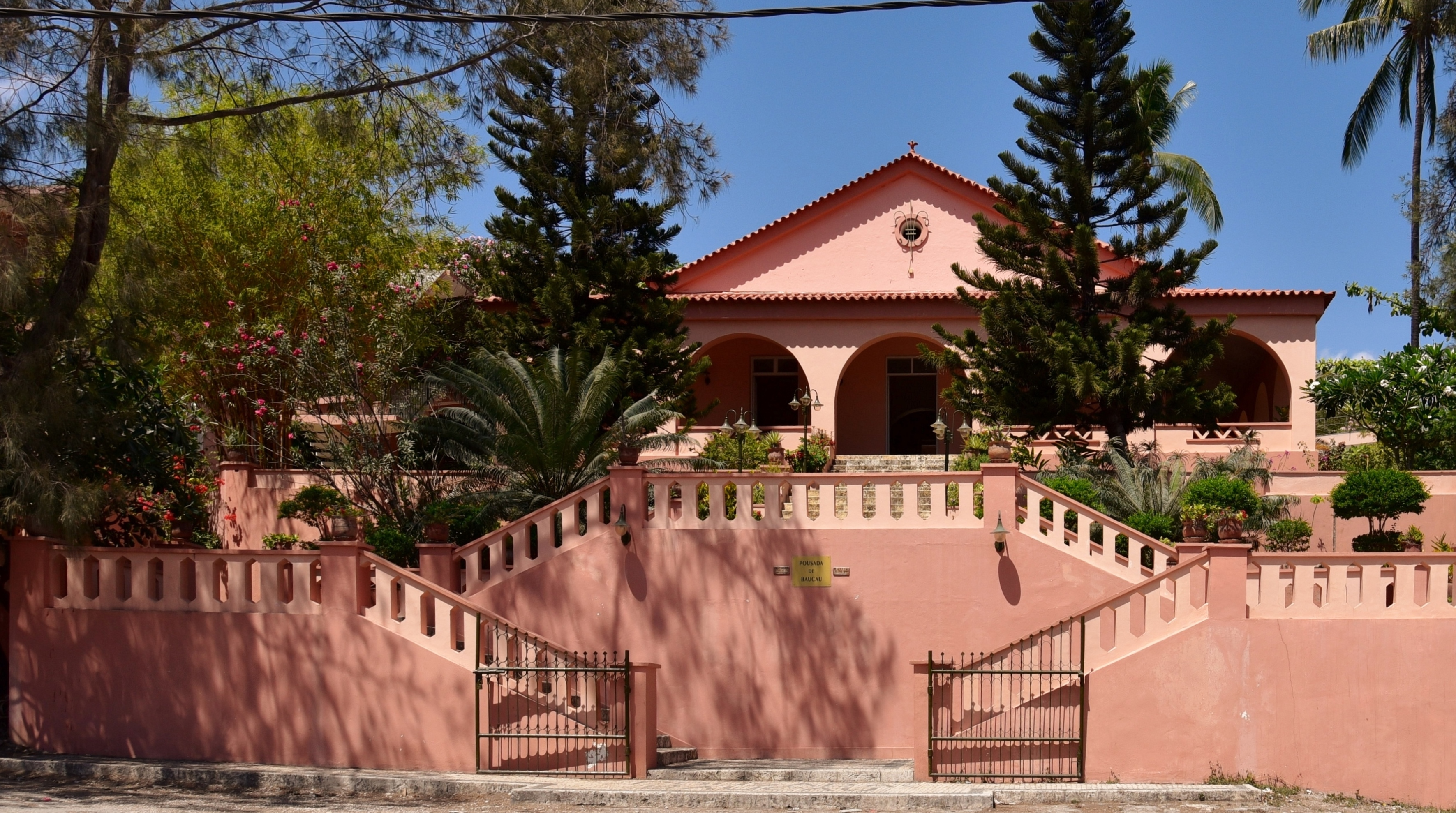
Pousada de Baucau

Im Osten der Altstadt befinden sich die Kathedrale Baucaus und das alte Marktgebäude von 1932, das 2014 renoviert als Kongresszentrum neueröffnet wurde. Gegenüber der Markthalle erinnert noch heute ein Geschäft an den früheren Namen Baucaus, „Vila Salazar“. Unterhalb der Markthalle befindet sich die ehemalige Apotheke, die ebenfalls zur Zeit der portugiesischen Kolonialverwaltung erbaut wurde. Unweit davon sind noch mehrere andere Wohn- und Verwaltungsgebäude aus dieser Epoche erhalten wie zum Beispiel die Grundschule in der Altstadt. Im Westteil liegen zum Beispiel die Pousada de Baucau und das zugehörige Freibad (Piscina de Baucau), die beide auch noch aus der Kolonialzeit stammen. Nahe der Pousada steht das Gebäude des ehemaligen Sitzes des Subdistrikt Baucaus. Das Verwaltungsamt hat heute seinen Sitz in Afagua Manufai im Suco Uailili.
Schulen im Suco sind unter anderem die Vorschule Escola Pre-Primaria No. 1 Bahu, die Grundschulen Escola Primaria Katolika Domingos Savio und Escola Primaria Bau Oli. In Bau Oli befindet sich das Hospital Bauoli Ria Mhare.
Nahe dem Straßenmarkt befindet sich eine Höhle mit der Quelle von Wai Lia (Wailia). Ursprünglich ein heiliger Ort des alten, animistischen Glaubens, wurde 2010 hier eine Madonnenstatue aufgestellt, so dass nun beide Religionen hier praktiziert werden.
2021 hatten 100 % der Einwohner Zugang zu elektrischen Strom, aber 35 % bekommen noch kein sauberes Trinkwasser. Betroffen sind die Aldeias Ana-Ulo, Ro-Ulo und Teile von Boi-Le.

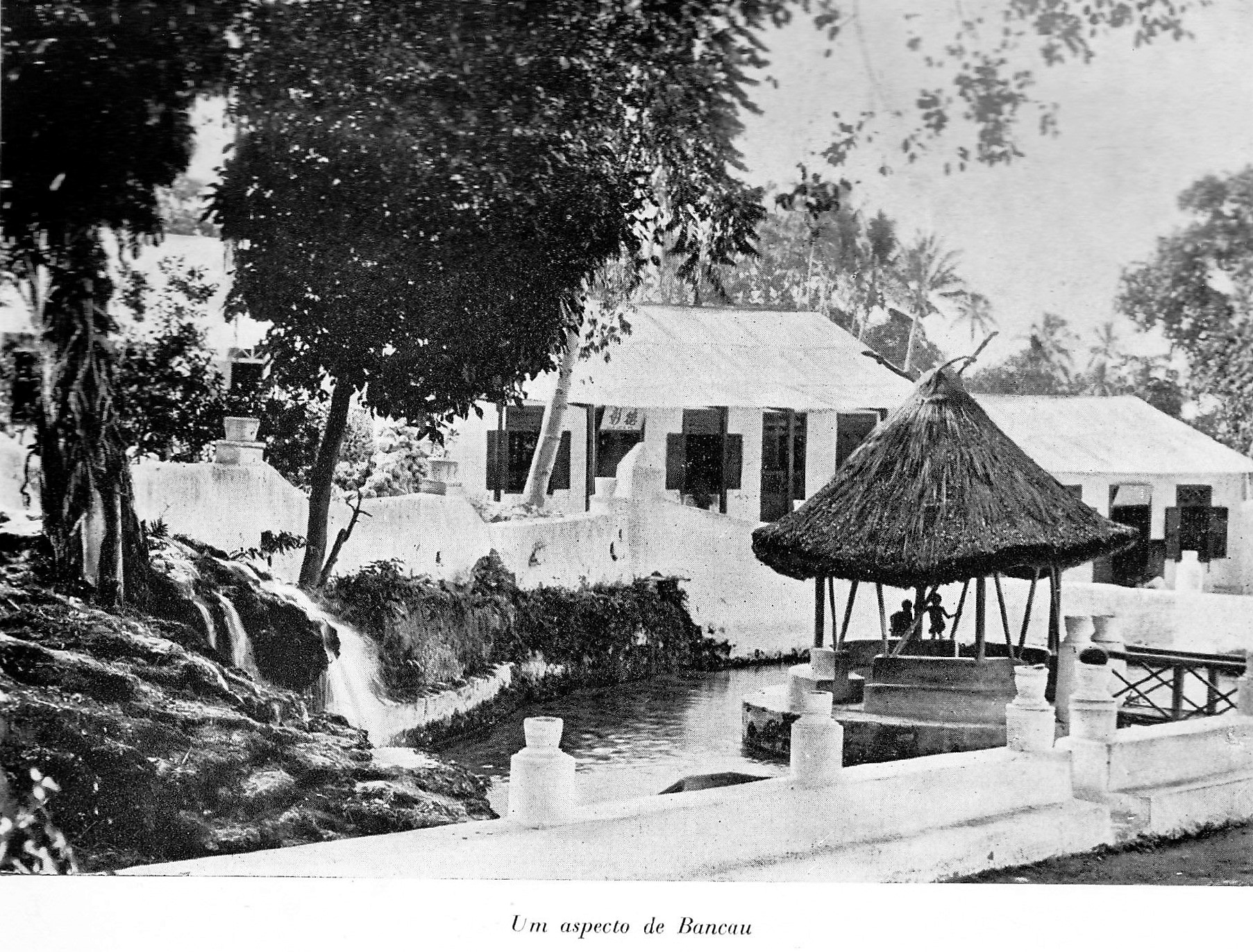
In Baucau in den 1930er-Jahren, heute befindet sich an dem Brunnen ein Restaurant
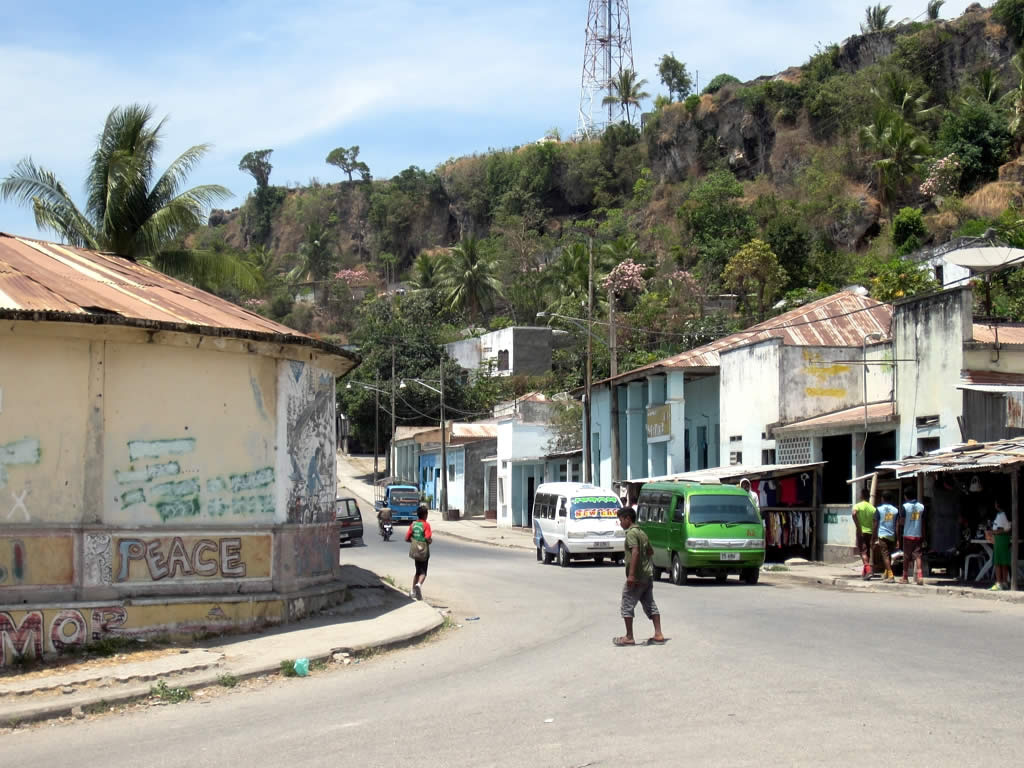
Altstadt von Baucau
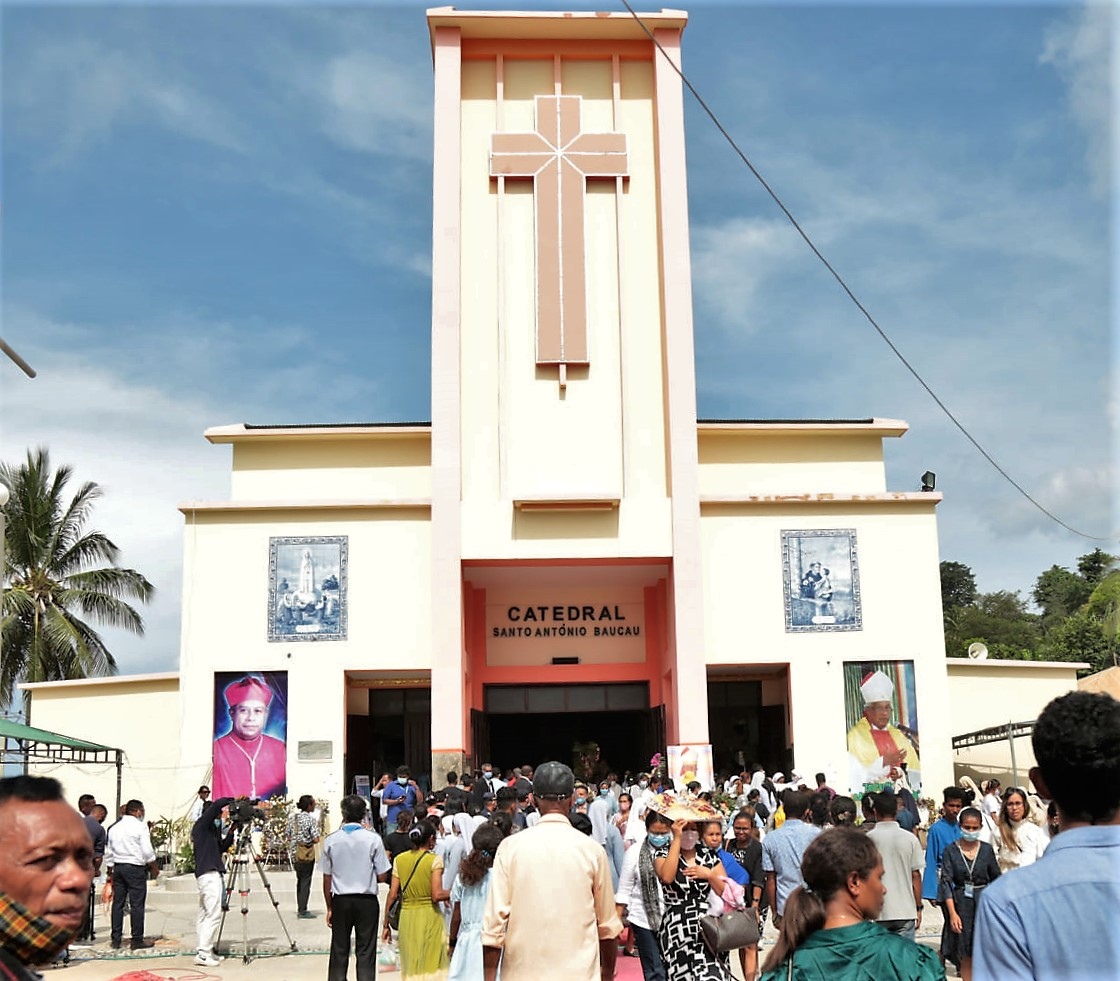
Kathedrale Baucaus
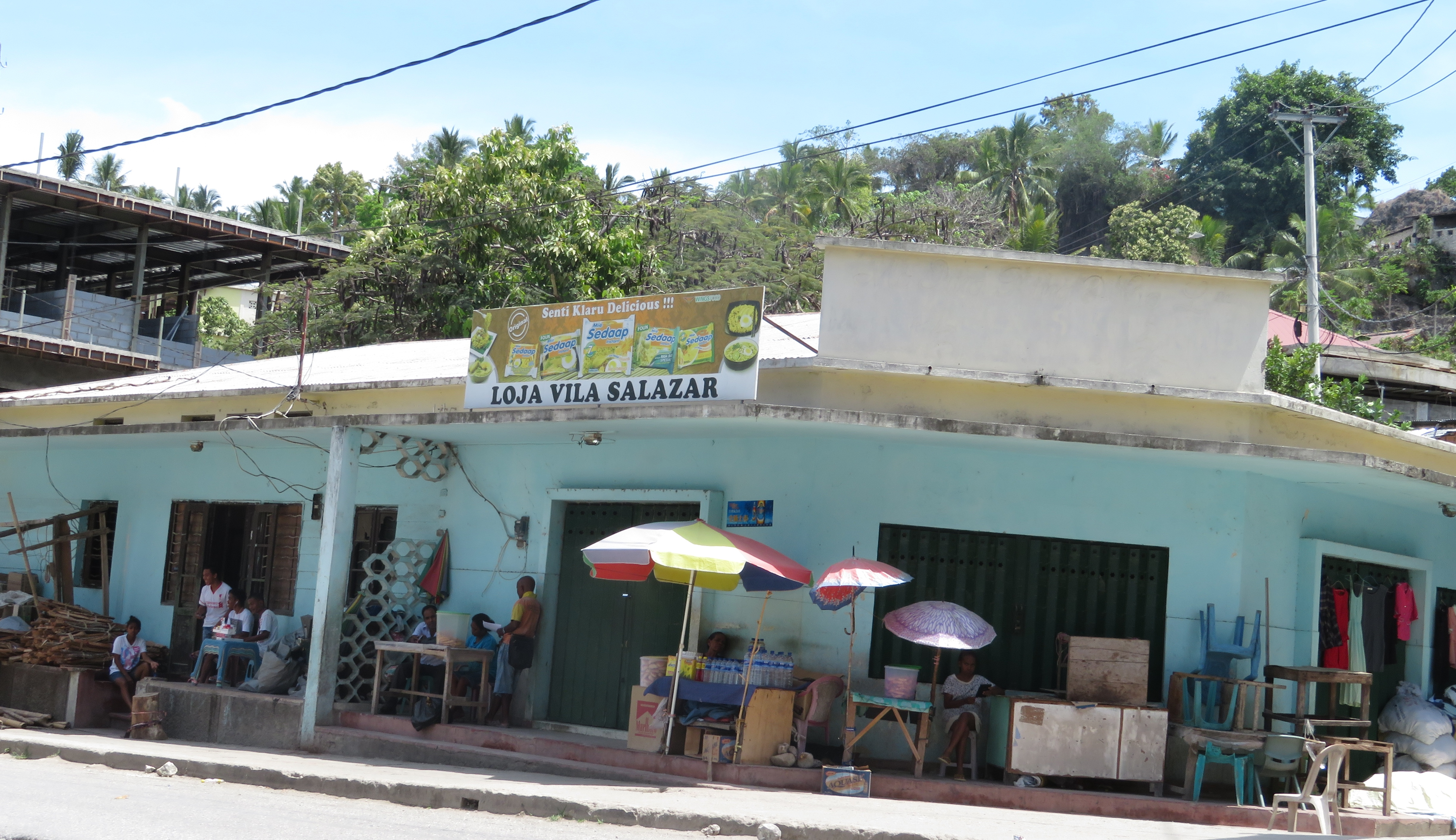
Laden Vila Salazar
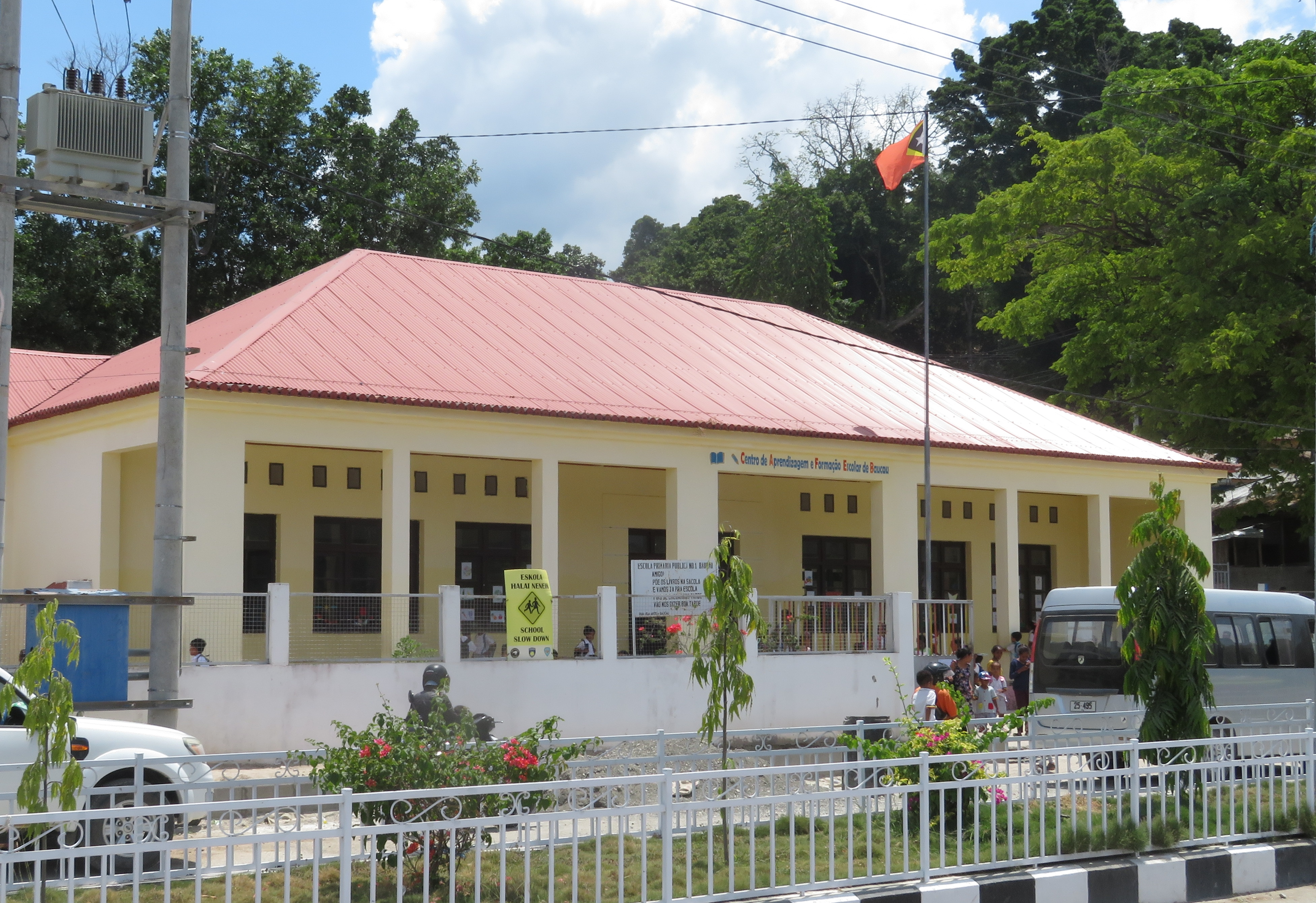
Grundschule in der Altstadt
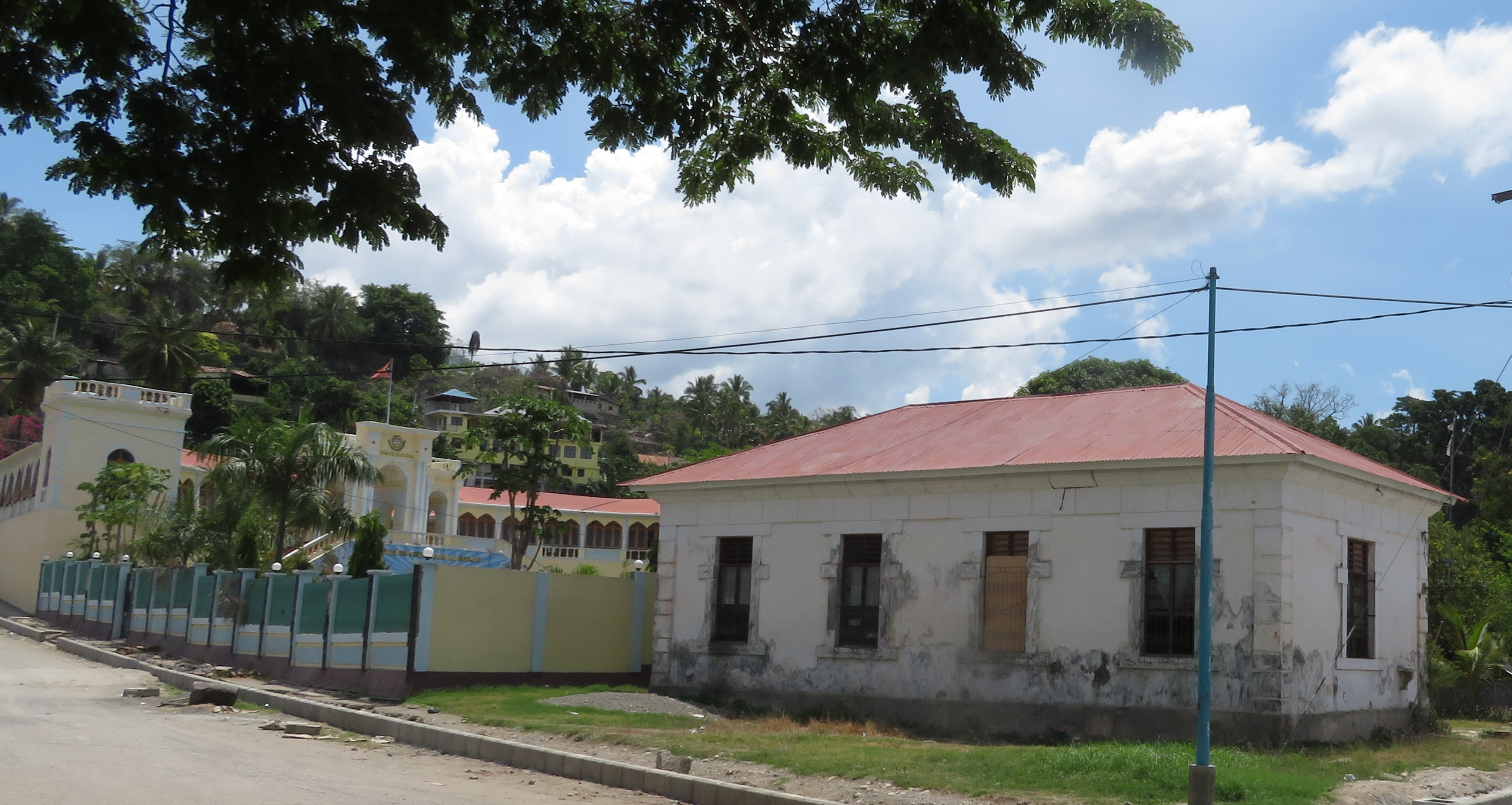
Ehemalige Apotheke
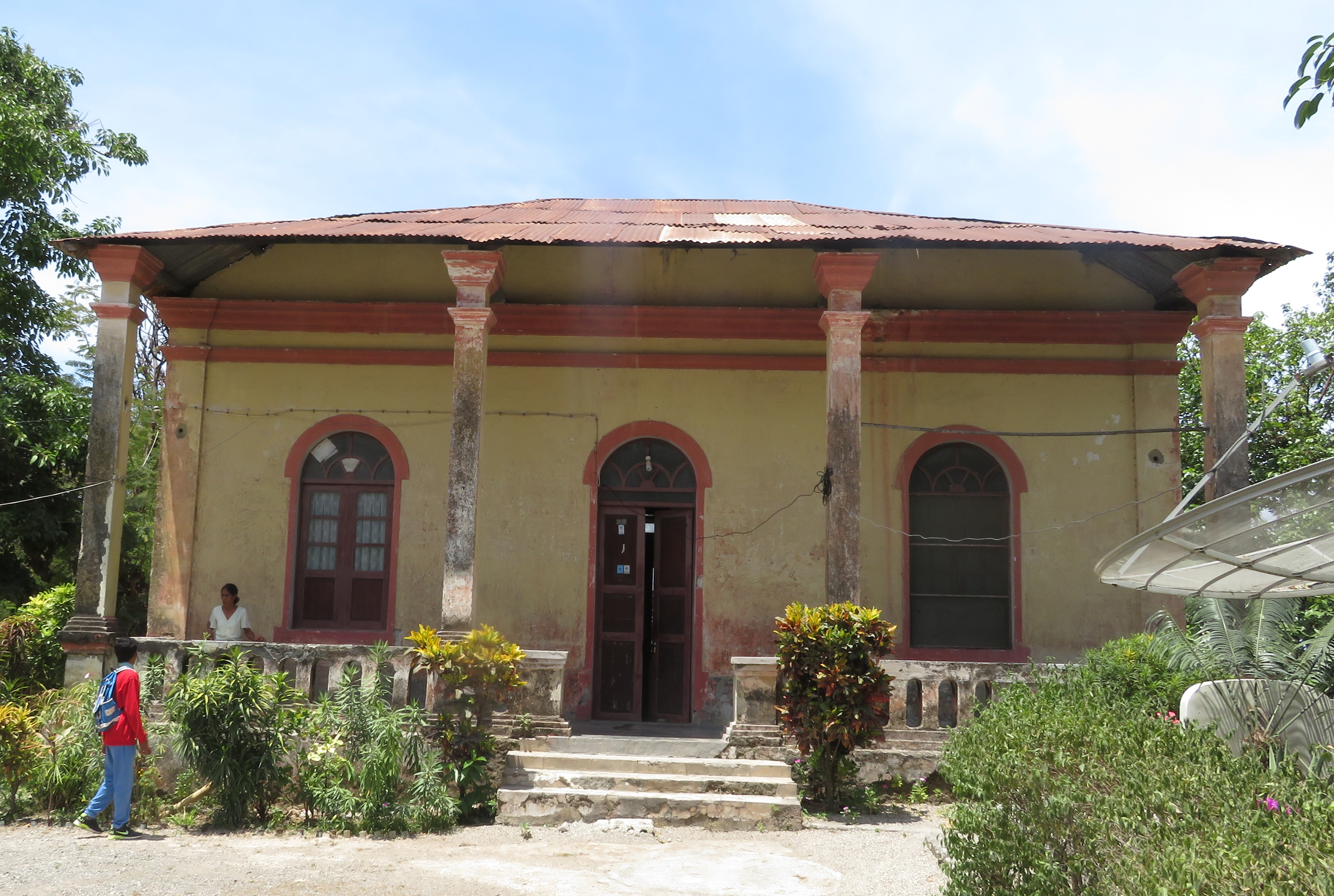
Wohngebäude aus der Kolonialzeit
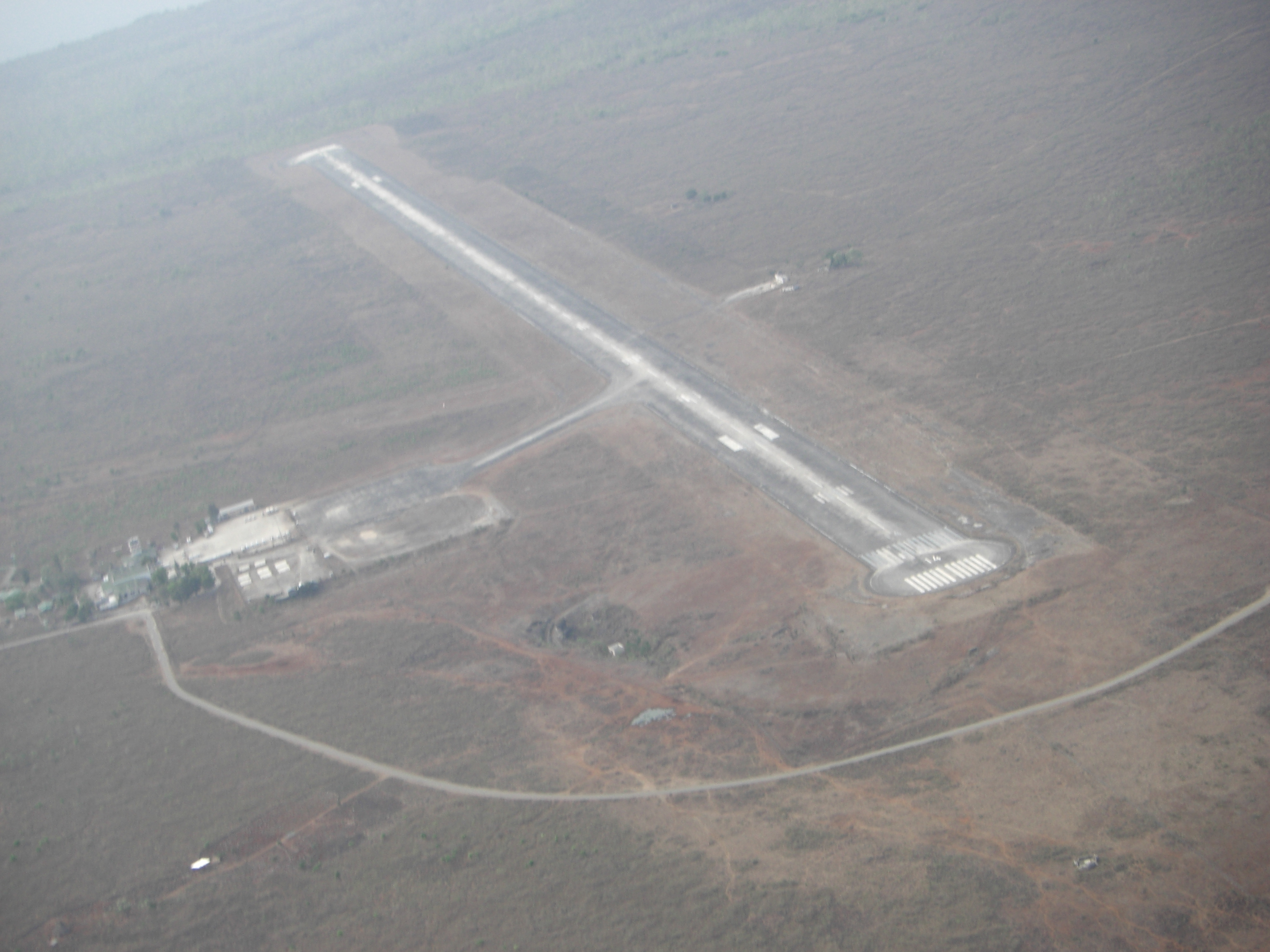
Flughafen Baucau

## Politik

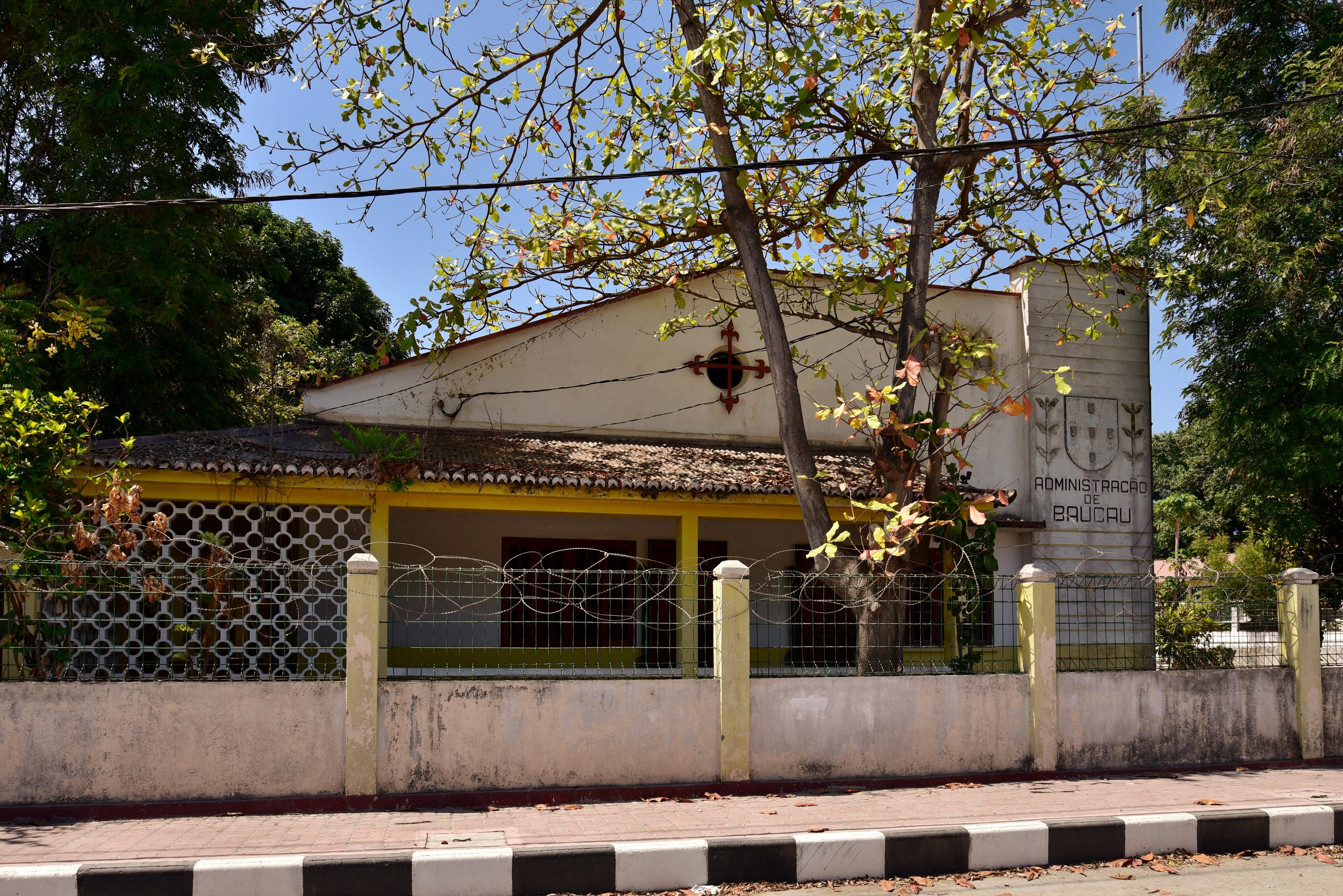
Die Verwaltung vom Verwaltungsamt Baucau

Bei den Wahlen von 2004/2005 wurde Ajuli Julio da Silva Baptista zum Chefe de Suco gewählt und 2009 in seinem Amt bestätigt. 2016 gewann Manuel F. Rodrigues Gusmão und wurde 2023 wieder gewählt.
2023 wurden zum Chefe de Aldeias gewählt: Maria Imaculada Soares (Ana-Ulo), Teofilo Marçal da Costa (Boi-Le), Joaquim Boavida (Lamegua), Elisita Maria Cabral (Macadai) und José Henrique da Costa Belo (Ro-Ulo).